# Bozas
 Bozas  es una población y comuna francesa, ubicada en la región de Ródano-Alpes, departamento de Ardèche, en el distrito de Tournon-sur-Rhône y cantón de Saint-Félicien.

## Demografía
| 433 | 380 | 302 | 281 | 233 | 244 | 238 |
| Para los censos de 1962 a 1999 la población legal corresponde a la población sin duplicidades (Fuente: INSEE [Consultar]) |     |     |     |     |     |     |